# Claude Esclatine
Claude Esclatine est un dirigeant français de l'audiovisuel, né le 18 juin 1953 à Issoire (Puy-de-Dôme) et mort le 8 octobre 2017 dans le 16e arrondissement de Paris. Diplômé de l'ESCP, il est vice-président de l'Institut Choiseul entre 1997 et 2013. Il a également été directeur du Réseau France Bleu entre 2014 et 2016.

## Biographie
Claude Esclatine fut élève au pensionnat Godefroy de Bouillon à Clermont-Ferrand. Il est diplômé de l'ESCP et de Sciences-Po Paris (IEP section Politique, Economique et Social) ; membre de la Direction France de l'AIESEC (Association Internationale des Etudiants en Sciences Economiques et Commerciales). À partir de 1997, il est Auditeur de l'IHEDN (Institut des Hautes Etudes de Défense Nationale) ainsi que vice-président de l'Institut Choiseul. À partir de 2013, il est enseignant à Sciences-Po Paris - Master Affaires publiques. À partir de 2014, il est administrateur du Festival de Radio France et Montpellier Languedoc-Roussillon.

### De 1974 à 1988: création de la COGEM puis entrée à l'ANCE
Après avoir créé la société COGEM en 1974 à Chamalières, première société régionale dédiée aux études de marché et à la gestion de forces commerciales, Claude Esclatine intègre à l'automne 1979, l'ADIMAC (Association de Développement Industriel du Massif Central, agissant comme antenne régionale de la DATAR - Délégation à l'Aménagement du Territoire et à l'Action Régionale) comme responsable de la communication. En partenariat avec l'ADIMAC, l'UCCIMAC (Chambres de Commerce) et l'APAMAC (Chambres des Métiers), il crée la SARL AGIR pour la mise en œuvre d'opérations de développement et de rapprochement d'entreprises sur l'ensemble des départements du Massif central (Auvergne, Limousin, Midi-Pyrénées, Languedoc-Roussillon, Rhône-Alpes).
Au printemps 1982, l'ANCE (l'Agence nationale pour la création d'entreprises) devenue l'APCE, un temps menacée de disparition, voit sa présidence confiée par le ministère de l'Industrie à Georges Chavanes, président de Leroy-Somer SA (Angoulême), Jean-Michel Coulier en devient le délégué général et Claude Esclatine, le délégué général adjoint. L'Agence sous financement public des ministères de l'Industrie, du Commerce et de l'Artisanat ainsi que de la DATAR, développe des activités en propre, telles que l'édition de livres de référence (Le Guide de la Création d'Entreprises), des services d'accueil, de formation et de prestations aux collectivités territoriales (type opération ODACE).
Le réseau de l'ANCE constitué de correspondants au sein des Chambres de Commerce et d'Industrie et des Chambres des Métiers, comptera jusqu'à plusieurs centaines de chargés d'accueil pour recevoir et accompagner les projets de création et de reprises d'entreprises. L'ANCE s'adosse également au réseau Entente des générations pour l'emploi et l'entreprise (EGEE), regroupant des consultants seniors et anciens responsables d'entreprise. En 1985, Claude Esclatine crée, en complément de l'ANCE, la Fondation Pour Entreprendre qui réunit une cinquantaine de PDG des plus importantes entreprises françaises (Francis Bouygues, Alain Chevalier, Marcel Bleustein-Blanchet, Christian Boiron, Jean Deflassieux...) et dont la présidence est assurée par Pierre Barret, président d'Europe 1 à l'époque.

### 1988 à 1998: le CNIT Paris La Défense puis Canal France International
Claude Esclatine arrive en août 1988, dans l'équipe de préfiguration du futur centre d'affaires du CNIT à Paris La Défense.
Le projet, conduit à l'initiative de Christian Pellerin, alors PDG du groupe SARI - SEERI (Compagnie Générale de Eaux) débouche sur l'ouverture en septembre 1989 du plus grand centre d'affaires en France, regroupant un centre de congrès, un parc d'expositions de 25 000 mètres2, INFOMART (premier centre d'affaires spécialisé en technologies informatiques et numériques), un business center, un World Trade Center, l'ESSEC et son centre de formation permanente, un hôtel international du groupe Accor (Sofitel), une vingtaine de restaurants. Le CNIT - Paris - La Défense se dote également d'un dispositif complet en matière de télévision, dont Claude Esclatine prend parallèlement la direction générale (société d'exploitation Proximages : deux plateaux TV et leurs régies, ainsi qu'un réseau câblé d'une cinquantaine de points de captation répartis dans tout le CNIT et le parvis de La Défense).
C'est dans ces lieux et avec ces équipements que s'installe la télévision éphémère La Télé de l'Emploi et de la Connaissance, sous l'autorité de Pierre-Henri Arnstam et présentée par Rachid Arhab, préfiguration de la création à l'automne 1994, de la chaine La Cinquième présidée par Jean-Marie Cavada, devenue depuis France 5. De 1993 à 1994, Claude Esclatine fut également coordinateur du réseau des centres d'affaires de la SARI : la Cité de l'Automobile (Paris - La Défense), la Cité Mondiale des Vins et des Spiritueux (Bordeaux, Quai des Chartrons), la Cité de l'Espace (Cannes Mandelieu), le Carrousel du Louvre (musée du Louvre), le Centre Fauriel (ex-Manufrance de Saint-Étienne), le réseau des ATRIA ; ainsi que la responsabilité de la communication de la SARI.
En 1994, Philippe Baudillon alors nouveau président directeur général de Canal France International (CFI) financé par le ministère des Affaires étrangères, l'appelle au poste créé de directeur général.
CFI développe à cette période une chaine de télévision en DTH (Direct To Home) d'une part sur l'Afrique sub-saharienne, via une diffusion satellitaire sur Intelsat et d'autre part sur le Proche et Moyen-Orient via une diffusion sur le satellite ArabSat. CFI développe également une activité de banque de programmes à destination des pays asiatiques et en particulier avec des correspondants au Vietnam et au Cambodge, ainsi qu'à destination des pays d'Europe centrale et certains pays d'Amérique latine. En sous-traitance avec l'AITV, CFI gère un réseau de correspondants journalistes dans une quarantaine de pays africains. CFI subit un piratage audiovisuel sur son signal en clair à destination des pays arabes en juillet 1997 qui conduit le Quai d'Orsay à arrêter sa diffusion en lui substituant instantanément le signal de TV5.
En 1998, il passe quelques mois à la direction générale de la société TAK Interactive, filiale de Thomson Multimédia et de Microsoft USA, dédiée aux applications numériques sur les téléviseurs.

### 1998-2010: d'Equidia à Allociné
De 1998 à 2002, Claude Esclatine prend en charge la direction générale de la chaine dédiée au monde des courses et du cheval, dont les partenaires sont le GIE PMU présidé par Bertrand Bélinguier, la société France Galop présidée par Jean-Luc Lagardère et la Société du cheval français présidée par Dominique de Bellaigue. Il transforme France Courses en la chaine Equidia en 1999 et lance les premières opérations de prise de paris hippiques par le biais des décodeurs TV de TPS et de Canalsat ainsi que les premières prises de paris hippiques par internet. La chaine Equidia se diversifie afin de couvrir l'ensemble de l'actualité du monde du cheval incluant les sports équestres.
De 2002 à 2007, il rejoint le Groupe France Télévisions, successivement au poste de directeur délégué aux sports et couvre les grandes manifestations sportives (Tour de France, Coupe Davis, Championnats du monde d'athlétisme à Paris, Jeux olympiques d'Athènes, Coupe du monde de rugby en Australie) puis comme directeur délégué au holding France Télévisions S.A, d'abord auprès de Marc Tessier, son président directeur général puis à compter d'août 2005 de Patrick de Carolis qui lui succède à la même fonction.
De 2007 à 2010, Claude Esclatine fut président directeur général du groupe Allociné et d'Allociné France, CEO (Chief Executive Officer) de Sensacine (Madrid (Espagne), de Screenrush (Londres (Royaume-Uni)) et administrateur de Filmstart gmbh (Berlin (Allemagne)). Allociné, leader en France de l'information relative au cinéma et aux séries TV, a été racheté au printemps 2007 par le fonds américain Tiger Global et revendu en 2013 au groupe Fimalac-webedia.

### 2010-2016: retour à France Télévisions puis Radio France
D'août 2010 à juin 2014, Claude Esclatine a collaboré à la direction générale de France Télévisions auprès de Rémy Pflimlin, président directeur général. Membre du Comité exécutif, il a été directeur du réseau outremer de télévisions et radios (ex-RFO, devenu au 1er décembre 2010 Outremer 1ères) ainsi que directeur de la chaine nationale France Ô (intégrée en août 2010 comme 19e chaine du bouquet national de la TNT). Le réseau Outremer 1ères englobe 9 chaines de télévision et 9 stations de radio, dans les 5 départements de l'Outre-mer (Martinique, Guadeloupe, Guyane, La Réunion, Mayotte) et les quatre collectivités d'Outre-mer (Nouvelle-Calédonie, Polynésie française, Saint-Pierre et Miquelon, Wallis et Futuna). Ce réseau emploie environ 1 600 collaborateurs.
Parallèlement, Claude Esclatine fut administrateur de deux filiales de France Télévisions : France Télévisions Publicité (FTP) et France Télévisions Distribution (FTD). À compter de février 2013, Rémy Pflimlin l'a nommé directeur général adjoint, rattaché auprès de lui-même.
En juin 2014, il est nommé par Mathieu Gallet, nouveau président directeur général du groupe Radio France, au poste de directeur du Réseau France Bleu et membre du comité éditorial et du comité de direction de Radio France. Il est remercié en mai 2016 par Mathieu Gallet.

### Mort
Claude Esclatine est mort le 8 octobre 2017 dans le 16e arrondissement de Paris.

## Décorations
- Officier de l'ordre des Arts et des Lettres (Arrêté du 25 septembre 2017[11]).